# Primrose Hill
Pour les articles homonymes, voir Primrose.

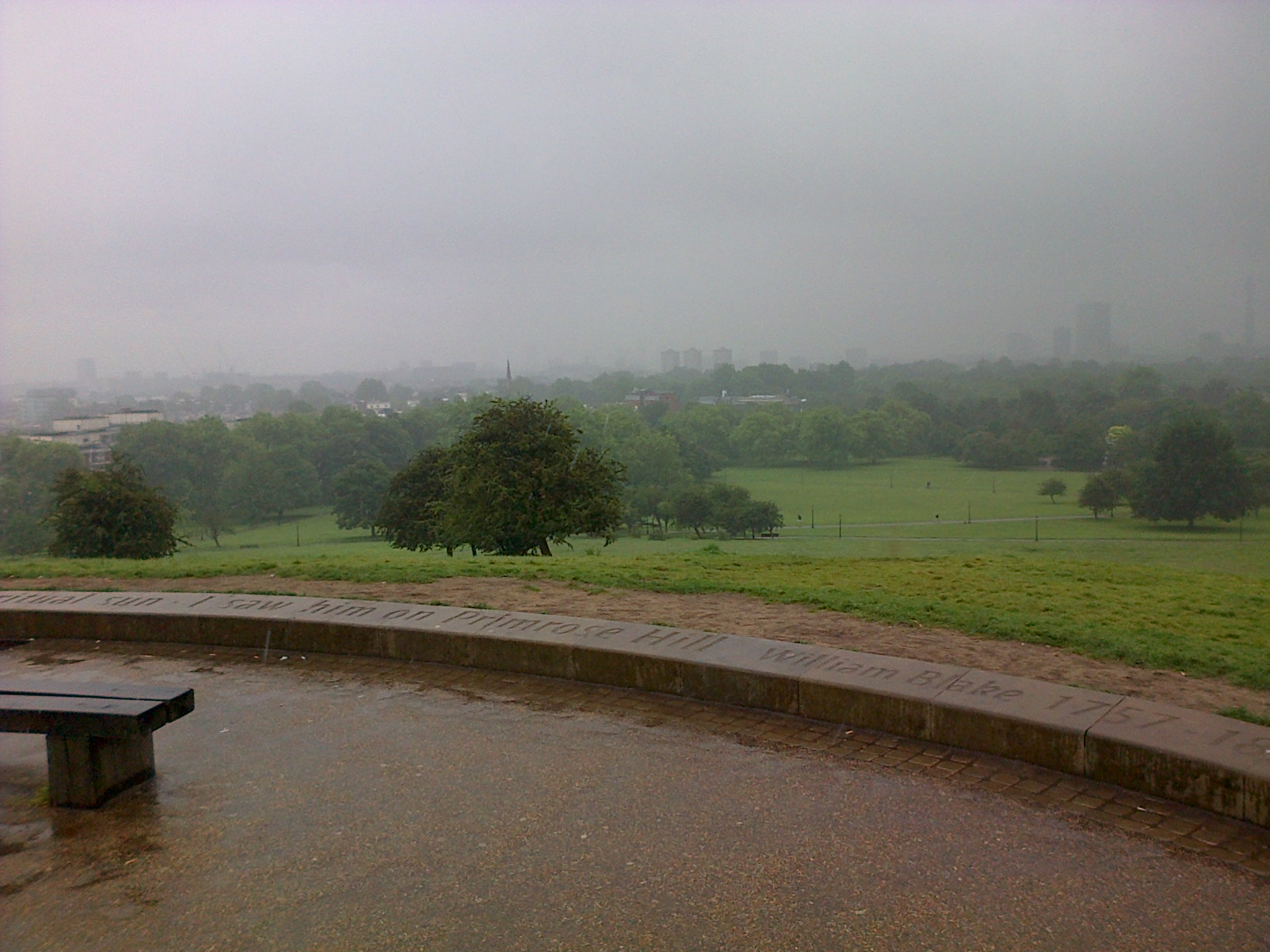
Au sommet de Primrose Hill. Inscriptions au sol.

Primrose Hill est un quartier de Londres situé dans le district de Camden. 
Son nom vient d'une colline située au nord de Regent's Park.
Dans les années 1990, Primrose Hill devient un quartier en vogue où s'installent de nombreux créatifs et des professionnels de l'industrie du cinéma, de la télé, de la musique, de la publicité et de la mode.

## Transport
Ce site est desservi par les stations de métro Belsize Park, Chalk Farm, St John's Wood et Swiss Cottage. Il y avait une gare ferroviaire homonyme proche aussi, Primrose Hill railway station (en), anciennement Chalk Farm, mais elle ferme en 1992.

## Galerie

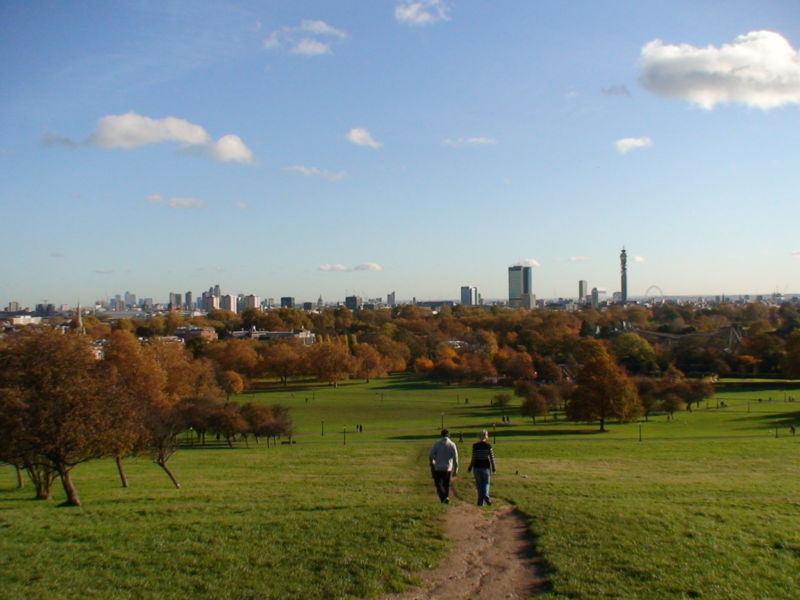
Vue sur Londres
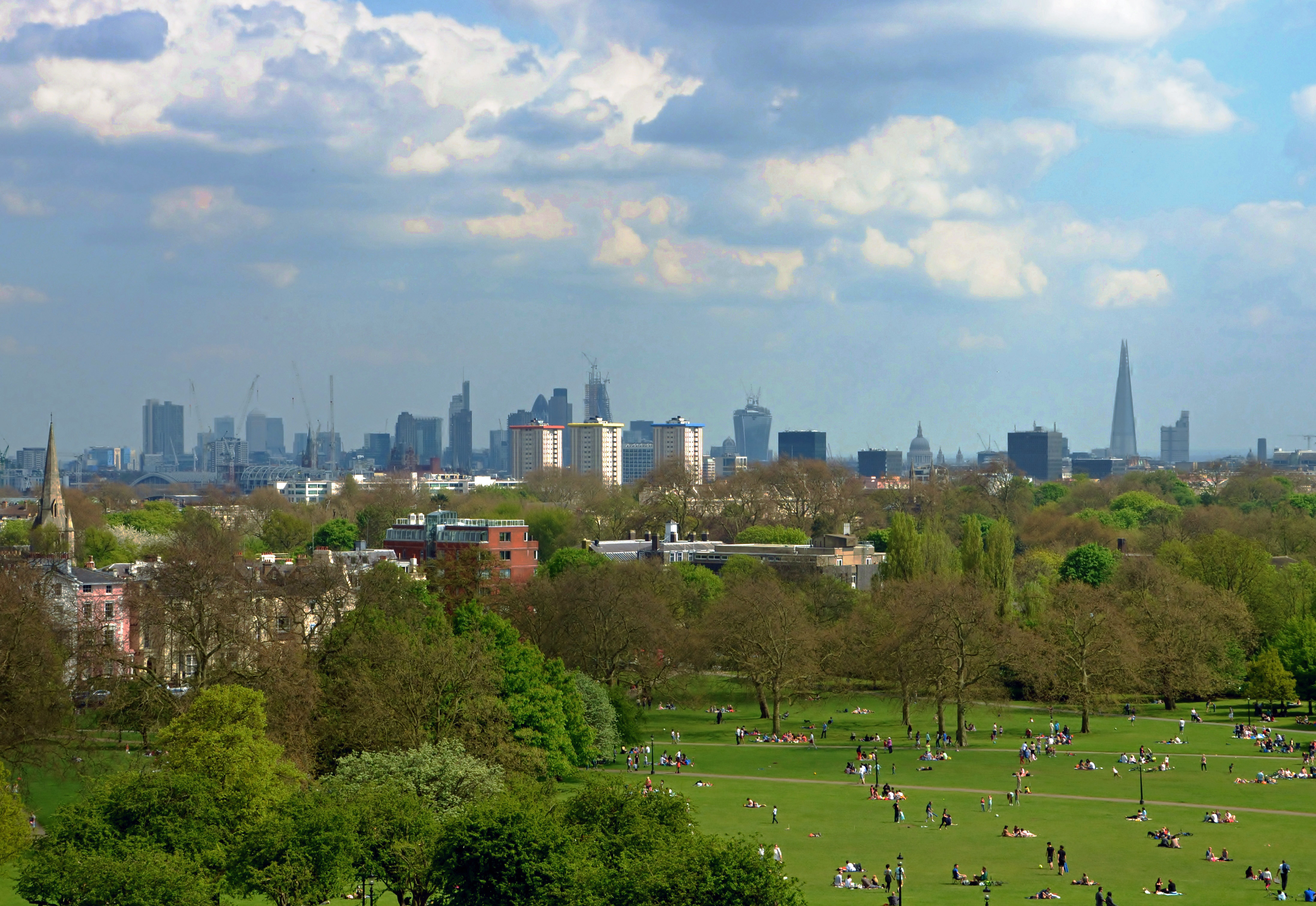
La ville vue de Primrose Hill
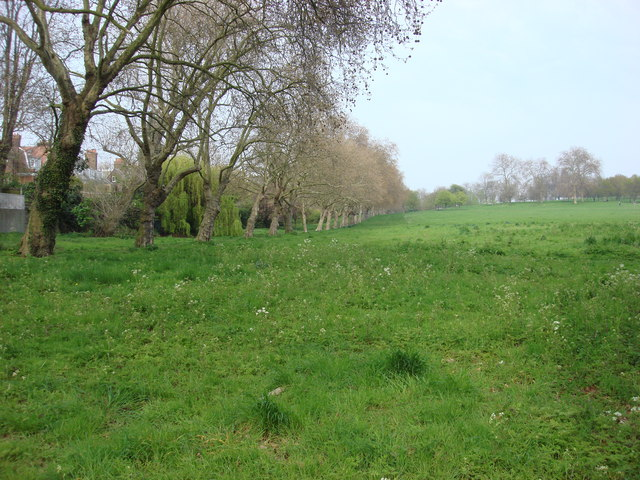
Vue de la colline
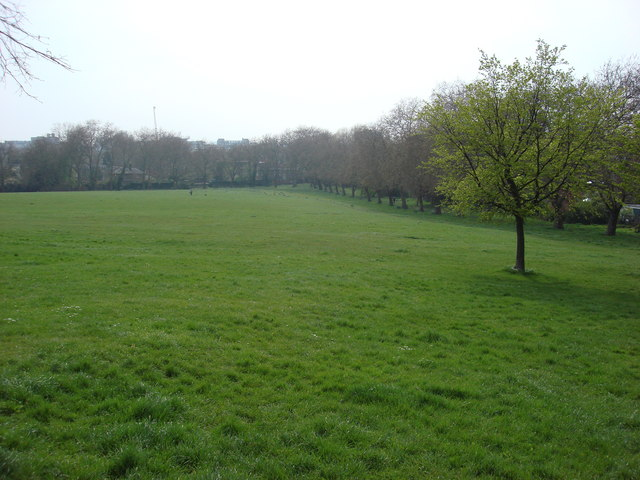
Le parc
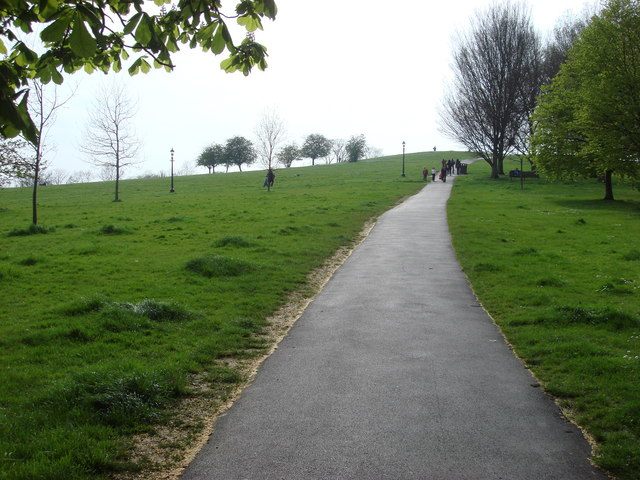
Chemin